# Nephrotoma quadrifaria quadrifaria
Nephrotoma quadrifaria quadrifaria is een ondersoort van de tweevleugelige Nephrotoma quadrifaria uit de familie langpootmuggen (Tipulidae). De soort komt voor in het Palearctisch gebied.